# Frederikshavn (općina)
Frederikshavn je općina u danskoj regiji Sjeverni Jutland.

## Zemljopis
Općina se nalazi u sjevernom dijelu poluotoka Jutlanda, prositire se na 648,6 km2.

## Stanovništvo
Prema podacima o broju stanovnika iz 2010. godine općina je imala 62.007 stanovnika, dok je prosječna gustoća naseljenosti 95,6 stan/km2. Središte općine je grad Frederikshavn.

### Veća naselja
| Veća naselja u općini |               |                    |
| Br.                   | Naselje       | Stanovnika (2010.) |
| 1                     | Frederikshavn | 23.331             |
| 2                     | Sæby          | 8.898              |
| 3                     | Skagen        | 8.636              |
| 4                     | Strandby      | 2.397              |
| 5                     | Ålbæk         | 1.597              |
| 6                     | Østervrå      | 1.397              |
| 7                     | Elling        | 1.214              |
| 8                     | Kilden        | 895                |
| 9                     | Dybvad        | 695                |
| 10                    | Gærum         | 665                |

## Vanjske poveznice
- Službena stranica općine